# Exposição Universal de 1915

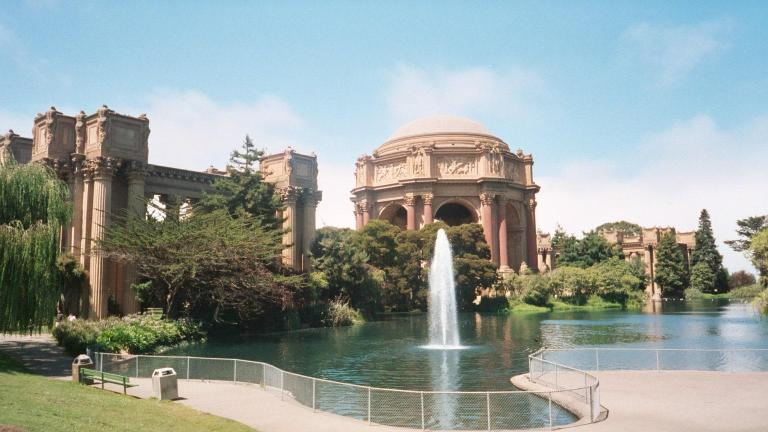
Palace of Fine Arts

A Exposição Universal de 1915 (Panama–Pacific International Exposition) foi uma feira mundial realizada em San Francisco entre 20 de fevereiro e 4 de dezembro de 1915. O seu propósito foi celebrar o final da construção do Canal do Panamá, bem como a recuperação da cidade de San Francisco do terremoto de 1906. A feira localizou-se entre Presidio e Fort Mason, no que hoje é chamado de Marina District.

## Exibição
Entre vários itens da exposição estava a  C. P. Huntington, a primeira locomotiva a vapor comprada pela Southern Pacific Railroad; hoje está em exibição no California State Railroad Museum em Sacramento. Uma linha de telefone foi criada a fim de estabelecer comunicação com Nova Iorque e possibilitar comunicação através do Oceano Pacífico. O Liberty Bell viajou de trem por toda a nação, a partir da Pennsylvania até chegar à feira. Após a viagem, retornou à Philadelphia, e nunca mais saiu de lá.
O Grande Prêmio Americano de 1915 e a Vanderbilt Cup foram realizados em um circuito ao redor da Exposição. O Instituto Smithsoniano também estava presente na exibição.

## Arquitetura

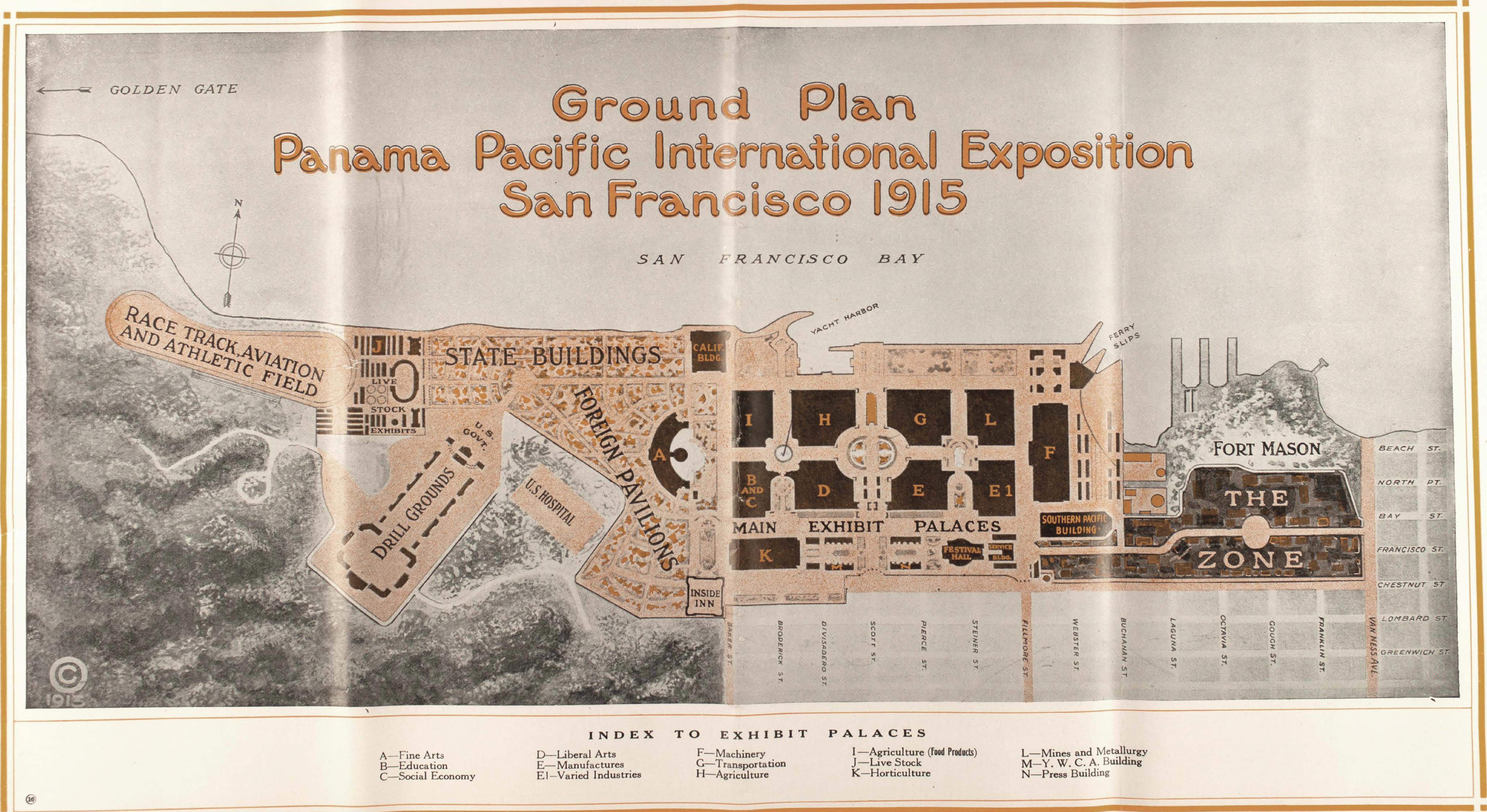
Cartaz publicitário promovendo as rodovias que levaram às Exposições da Califórnia em 1915, incluindo a Exposição Pan-Pacífico em San Francisco. A imagem oferece contexto histórico sobre as viagens e o transporte como meios de acesso ao evento, além de sugerir a diversidade da arquitetura presente, incluindo o "Tribunal das Quatro Estações".

O centro da exposição era a Tower of Jewels, que tinha 435 pés de altura e mais de 100 mil vidros Novagems. Sua iluminação à noite extasiou os visitantes.
Em frente à torre, havia a Fonte da Energia, o Palácio de Horticultura e o Festival Hall. O arco da Torre serviu como portão para a Corte do Universo, que lavava à Corte das Quatro Estações e Corte da Abundância. Estas Cortes formavam a exibição primária, que incluía o Palácio dos Alimentos e os Palácios da Educação e da Economia Social, o Palácio da Agricultura, o das Artes Liberais, o de Transporte, o das Manufaturas, o de Minas e Metalurgia e o Palácio das Indústrias Variadas. O Palácio das Máquinas, o maior hall, dominava a porção leste da corte central.

## Construção
Construído de materiais temporários (principalmente gesso) quase todas as construções e atrações da feira foram destruídas em 1915, restando somente o Palace of Fine Arts, projetado por Bernard Maybeck que foi sendo destruído com o passar do tempo.
O palácio foi completamente reconstruído na década de 1960 e depois, novamente, em 2009. O Exploratorium, um museu científico interativo, ocupava 2/3 do palácio e o Palace of Fine Arts Theater o terço restante.

## Comemorações

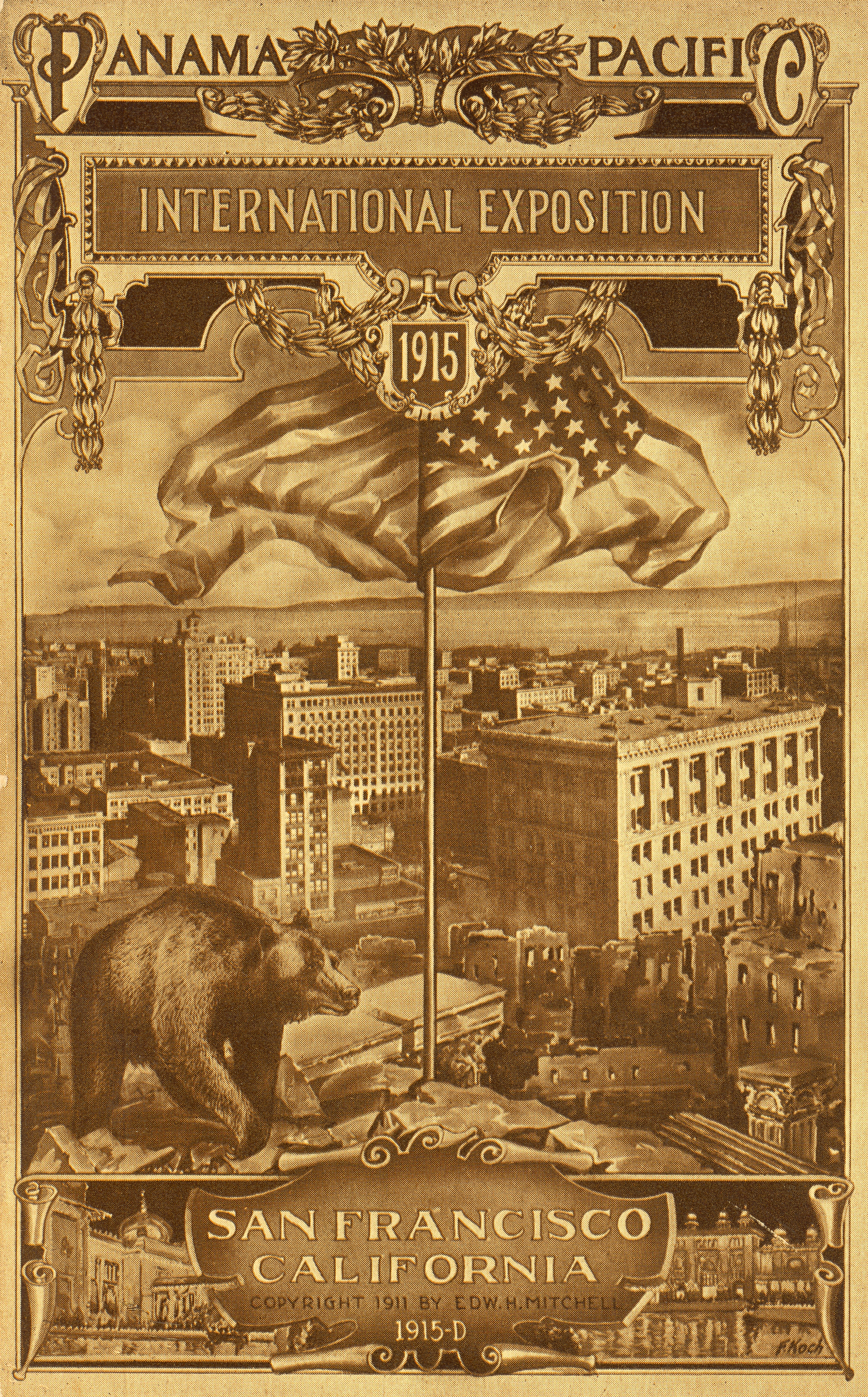
Cartão-postal da Exposição

O US Post Office lançou uma série de quatro selos a fim de comemorar a exposição, com o perfil de Vasco Núñez de Balboa (1¢), do Canal do Panamá (2¢), da Golden Gate (5¢), e da descoberta da Baía de San Francisco (10¢).
O Congresso dos Estados Unidos autorizaram a San Francisco Mint a lançar uma série comemorativa de moedas, 1 de prata e cinco de ouro. As moedas de ouro são escassas e as de $50 extremamente raras. A moeda de meio dólar de prata custa várias centenas de dólares.
Em 20 de junho de 1915 aconteceu um concerto no Palace of Fine Arts para comemorar 100 anos da feira.

## Imagens

Livro souvenir, "The Jewel City" 1915
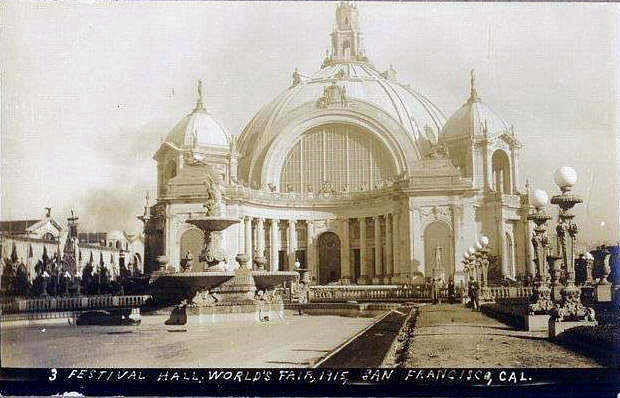
Festival Hall
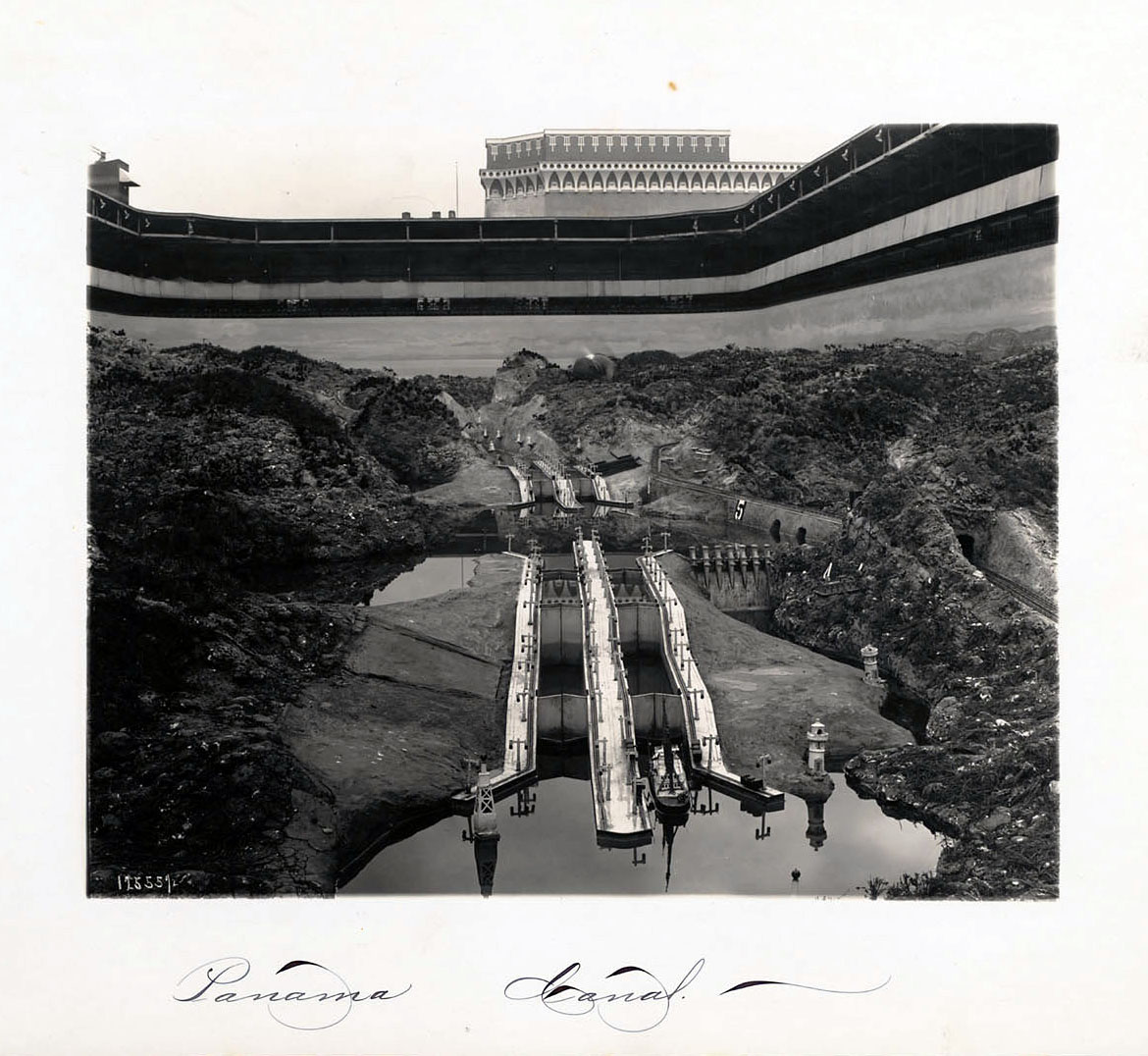
Modelo do Canal do Panamá
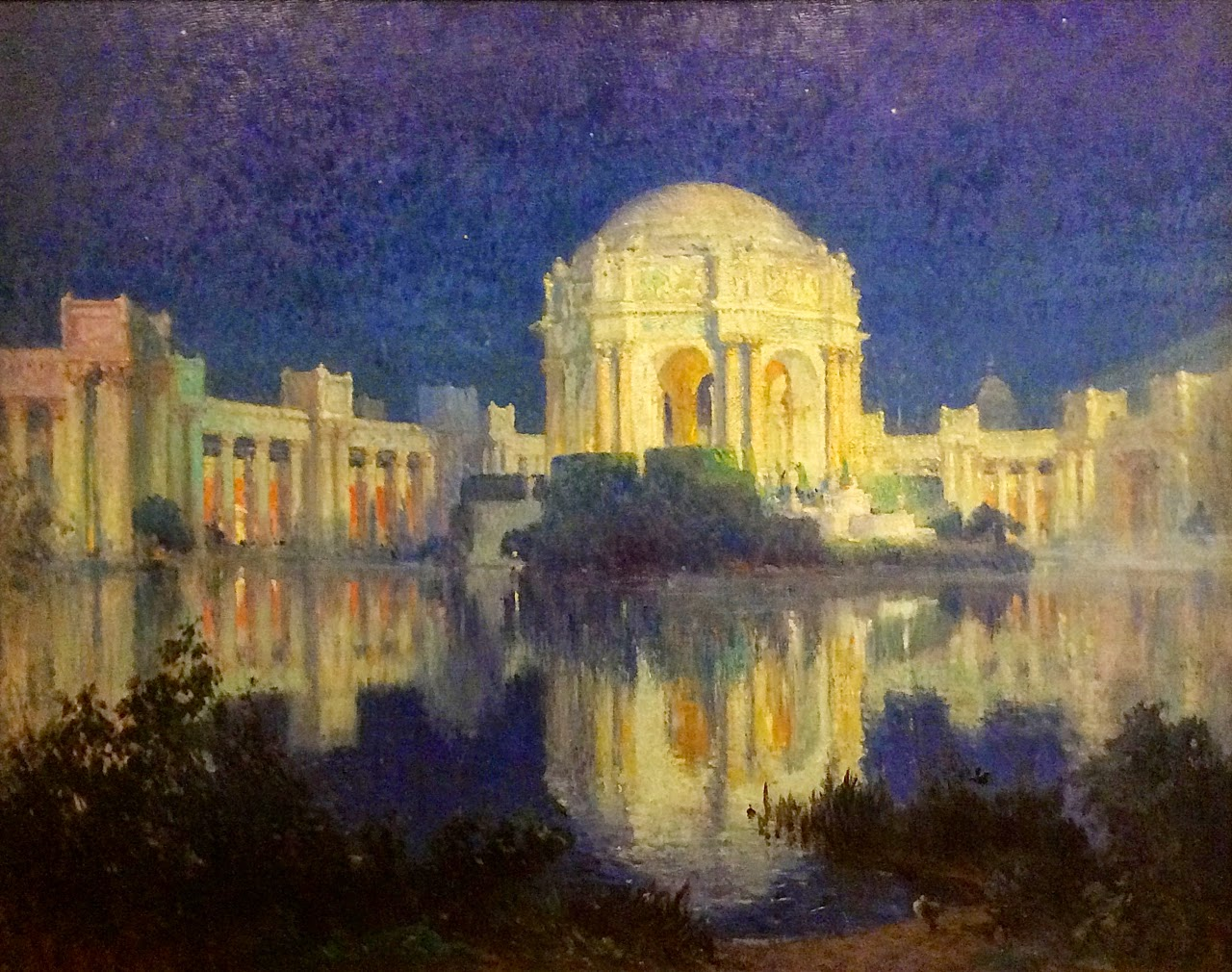
Palace of Fine Arts
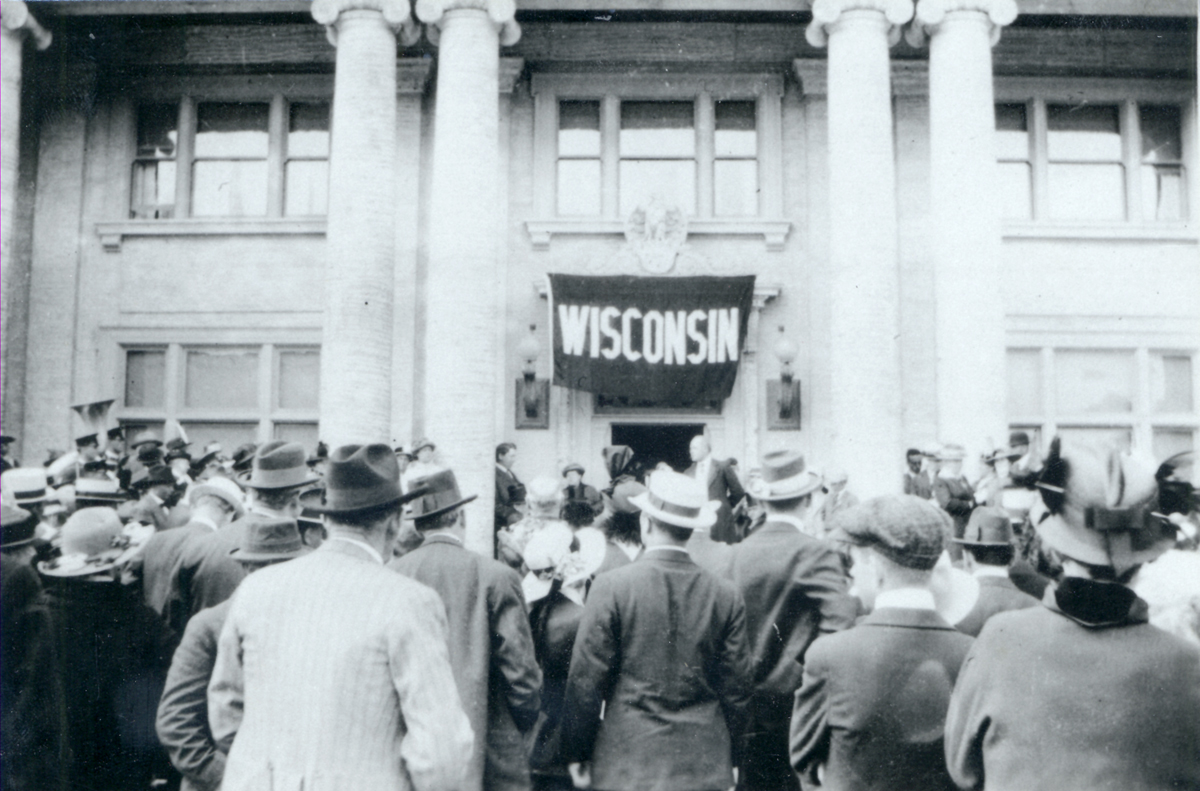
Pavilhão do Wisconsin
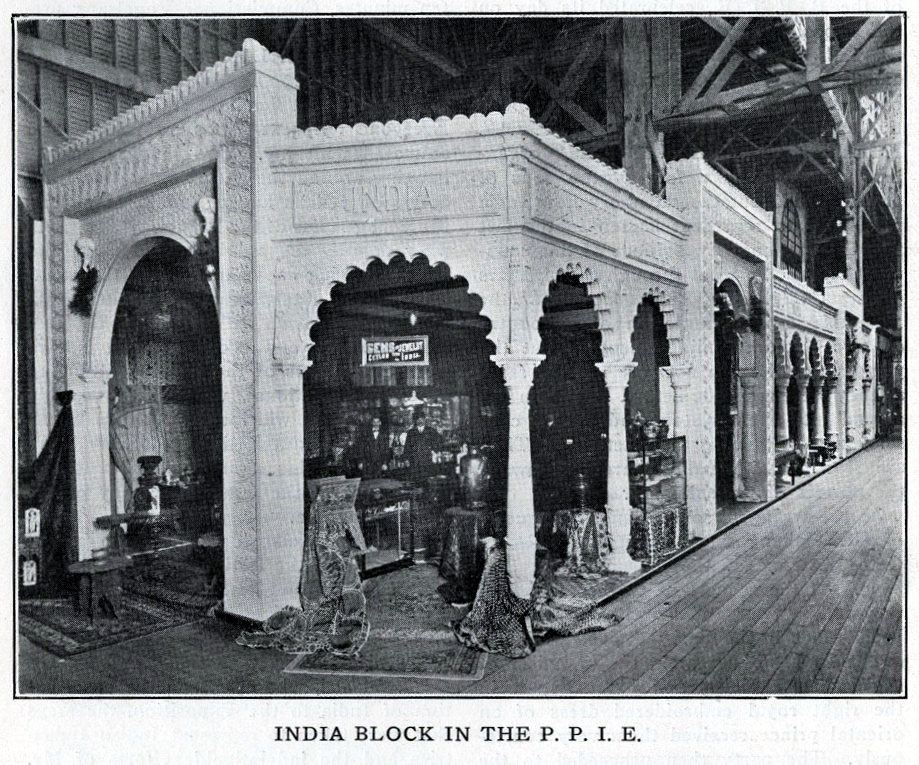
"India Block"
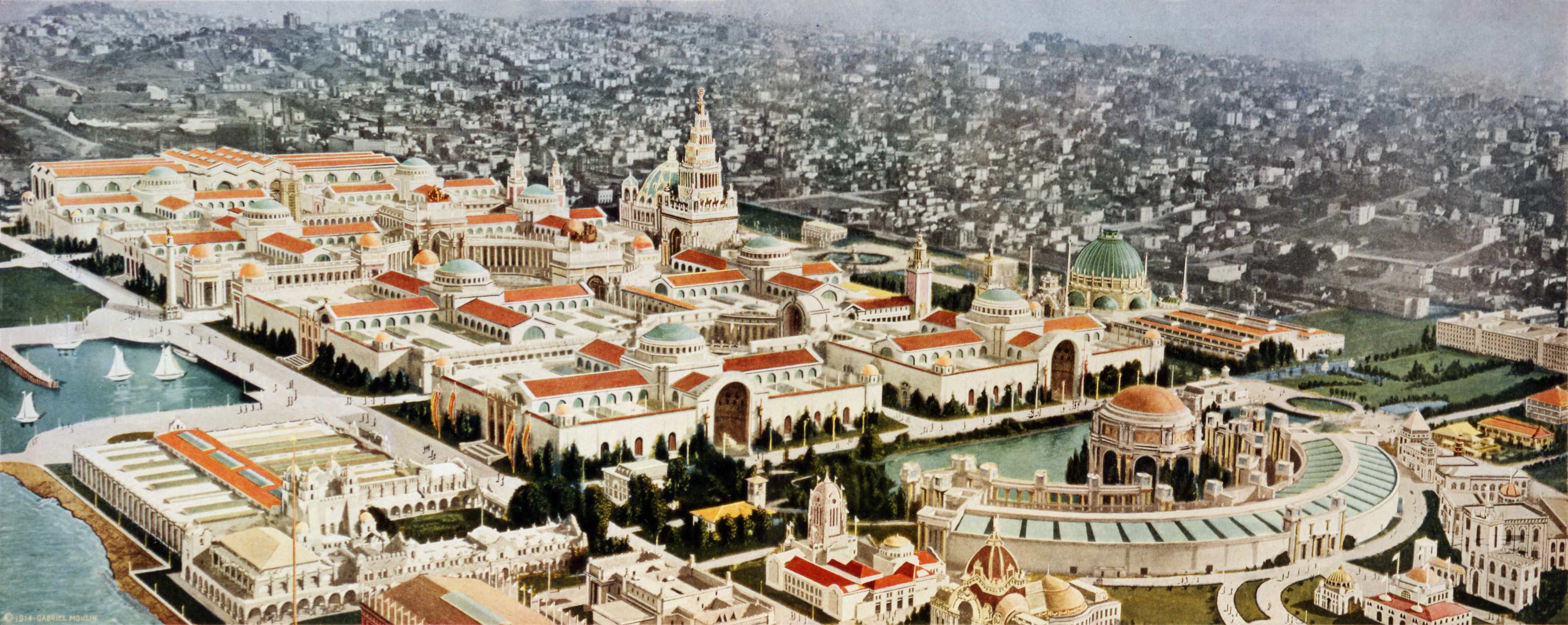
Vista aérea da feira